# 田螺富翁
《田螺富翁》是日本的一則童話故事。也稱為「田螺兒子」
。來由為何不詳。

## 故事概要

### 典型故事
很久很久以前，在某個地方住著一對沒有孩子的夫婦，由於他們已經不年輕了，但為了希望能有孩子作伴，因此並向村子裡頭的觀世音菩薩祈求，希望能夠賜給他們一個孩子。在那不久妻子真的懷孕了。可是，在她臨盆後生下來的孩子不是人類而是個田螺。但夫婦倆認為這是觀世音菩薩給予他們的孩子，因此決定要好好的養育牠。
在那之後過了二十多年，夫婦倆都變成了老爺爺和老奶奶，可是田螺還是那麼一丁點兒大，也沉默不語，牠雖然和人一樣很會吃，可是老夫婦體力已大不如前，這在這時田螺為了讓父母過好日子，突然開口喚爹娘，把老夫婦倆給嚇了一跳。田螺對父母說他要幫爹娘做事，以報答他們的養育之恩。田螺就用他的方法幫爹就到村子裡去送貨物，而一個意想不到的事情發生在牠身上，牠可以聽懂（或在馬的耳中）並明白馬說的悄悄話，並利用這能力讓牠可以自由操縱馬，並靈活運用馬的幫助來運送貨物。這事情因此獲得好評。
村長也聽說了這樣的事情。他知道田螺的出身與觀世音菩薩帶來的功德，不但沒有討厭牠，反而讓田螺和自己的女兒結為夫妻。信仰虔誠的女兒和田螺幸福地開始一起生活。
在那之後，他們夫婦倆去參加夏日祭典並在參拜觀世音菩薩回來的時候，田螺遭受到烏鴉的襲擊。田螺的殼被烏鴉給弄的支離破碎，結果從田螺中間出現一個普通人類般的青年來，所有人都非常高興，給他們蓋新房子，夫婦倆開始做生意，由於他們非常能幹，很快的他就成為村子裡最有錢的人，因此人們把他稱為「田螺富翁」。

### 變形故事
- 住在田螺的殼裡的，其實是一個沉默寡言的小人。
- 先和田螺談婚事的是姊姊，但是姊姊放棄後而由妹妹代替，看到妹妹很幸福的姊姊讓烏鴉攻擊田螺。
- 有些說法是有在野外偶然發現而成為孩子的田螺。還有說其實發現的不是田螺而是蝸牛（新潟、群馬）、青蛙（九州）、海螺（鳥取、岡山）、蛞蝓（島根）等等。
- 田螺的殼是在參拜後而消失，或者是因婚姻的關係得到財富，在那之後被安排轉變成人類。